# 2 Become 1
2 Become 1 – piosenka brytyjskiej żeńskiej grupy muzycznej Spice Girls, po raz pierwszy wydana na singlu w 1996 roku. Została napisana podczas pierwszych prób zespołu przez członkinie oraz Matta Rowe’a i Richatda Stannarda, którzy zajęli się także produkcją singla. Utwór znalazł się najpierw na albumie Spice (1996). Tekst został zainspirowany bliską relacją wokalistki Geri Halliwell i Rowe’a podczas pisania piosenki.
„2 Become 1” jest balladą w stylu pop, z aranżacją smyczkową w tle. Tekst skupia się na bliskiej więzi dwóch kochanków, a także subtelnie dotyka tematu antykoncepcji i jej znaczenia w seksualnych relacjach młodych ludzi.
Teledysk nakręcony do piosenki z inicjatywy Big TV! prezentował grupę śpiewającą na tle filmu poklatkowego ukazującego Times Square w Nowym Jorku. Wideo było w rzeczywistości nagrane w studiu w Londynie, a później dopracowane za pomocą techniki komputerowej.
Wydany jako trzeci singel grupy w grudniu 1996, utwór był chwalony przez krytyków i odniósł duży sukces komercyjny, zdobywając szczyt listy przebojów w Wielkiej Brytanii na trzy tygodnie. Był to także pierwszy świąteczny singel numer jeden zespołu w rodzinnym kraju. W lipcu 1997 piosenka została wydana w Stanach Zjednoczonych, gdzie osiągnęła 4. miejsce na liście Billboard Hot 100 i otrzymała złoty certyfikat. W innych krajach piosenka dostawała się do pierwszej dziesiątki najpopularniejszych singli. „2 Become 1” okrzyknięto Piosenką Roku na ASCAP London Music Awards.

## Wersje utworu
- Najpopularniejsza wersja, w której zwrotki śpiewają Mel B, Mel C, Emma Bunton i Victoria Beckham, pojawiła się na singlu. W wersji, którą umieszczono na albumie Spice, zamiast Beckham śpiewa Geri Halliwell. Tekst jest też wtedy zmieniony, z „Once again if we endeavor/Love will bring us back together/Take it or leave it (x2)” na „Any deal that we endeavor/Boys and girls feel good together/Take it or leave it (x2)”.
- „Seremos Unos Los Dos” to hiszpańska wersja „2 Become 1” i jedyna obcojęzyczna piosenka grupy, nie licząc hiszpańskiej zwrotki w „If U Can't Dance”. W utworze można usłyszeć głównie wokal Halliwell, która ma hiszpańskie korzenie.

## Daty wydania i certyfikaty

### Daty wydania
| Państwo           | Data wydania    | Źródło |
| ----------------- | --------------- | ------ |
| Stany Zjednoczone | 29 lipca 1997   | [ 4 ]  |
| Wielka Brytania   | 16 grudnia 1996 | [ 5 ]  |
| Australia         | 31 maja 1997    | [ 6 ]  |
| Japonia           | 12 grudnia 1996 | [ 7 ]  |

### Certyfikaty
| Państwo           | Certyfikat | Źródło |
| ----------------- | ---------- | ------ |
| Stany Zjednoczone | złoto      | [ 8 ]  |
| Wielka Brytania   | platyna    | [ 9 ]  |
| Australia         | platyna    | [ 10 ] |
| Francja           | złoto      | [ 11 ] |
| Belgia            | złoto      | [ 12 ] |
| Nowa Zelandia     | złoto      | [ 13 ] |